# Matej Šakota
Pour les articles homonymes, voir Sakota.
Matej Šakota, né le 16 août 2004 à Mostar en Bosnie-Herzégovine, est un footballeur bosnien qui évolue au poste d'ailier gauche au Slaven Belupo.

## Biographie

### En club
Né à Mostar en Bosnie-Herzégovine, Matej Šakota est formé par le club local du Zrinjski Mostar. Le 22 avril 2022, il joue son premier match en professionnel lors d'une rencontre de championnat face au FK Željezničar Sarajevo. Il entre en jeu à la place de Ivan Bašić et son équipe s'impose par deux buts à un. Le 6 mai 2022, il inscrit son premier but en professionnel lors d'une rencontre de championnat face au FK Sloboda Tuzla. Il entre en jeu et participe à la victoire de son équipe par deux buts à zéro. Avec ce but il marque l'histoire du club en devenant le plus jeune buteur du Zrinjski Mostar, à 17 ans et 303 jours.
Il devient champion de Bosnie-Herzégovine avec le Zrinjski Mostar lors de la saison 2021-22.
Le 22 août 2022, Matej Šakota rejoint la Croatie afin de s'engager en faveur du Dinamo Zagreb. Il signe un contrat valable jusqu'en juin 2027.
Alors qu'il joue dans un premier temps avec l'équipe junior du club, Šakota est convoqué pour la première fois avec l'équipe première en avril 2023, par l'entraîneur Igor Bišćan.

### En sélection
Avec l'équipe de Bosnie-Herzégovine des moins de 18 ans, il joue un total de quatre matchs, tous en 2021.

## Palmarès
FK Sarajevo
- Championnat de Bosnie-Herzégovine (1) :
  - Champion : 2021-22.